# 152e méridien est
En géographie, le 152e méridien est est le méridien joignant les points de la surface de la Terre dont la longitude est égale à 152° est.

## Géographie

### Dimensions
Comme tous les autres méridiens, la longueur du 152e méridien correspond à une demi-circonférence terrestre, soit 20 003,932 km. Au niveau de l'équateur, il est distant du méridien de Greenwich de 16 920 km,.
Avec le 28e méridien ouest, il forme un grand cercle passant par les pôles géographiques terrestres.

### Régions traversées
En commençant par le pôle Nord et descendant vers le sud au pôle Sud, Le 152e méridien est passe par:
| Coordonnées           | Pays, territoire ou mer     | Notes |
| --------------------- | --------------------------- | --- |
| 90° 00′ N, 152° 00′ E | Océan Arctique              | |
| 76° 53′ N, 152° 00′ E | Mer de Sibérie orientale    | |
| 71° 04′ N, 152° 00′ E | Russie                      | République de Sakha Oblast de Magadan — à partir de 64° 29′ N, 152° 00′ E |
| 58° 53′ N, 152° 00′ E | Mer d'Okhotsk               | |
| 46° 58′ N, 152° 00′ E | Russie                      | Oblast de Sakhaline — île de Simouchir, îles Kouriles |
| 46° 53′ N, 152° 00′ E | Océan Pacifique             | |
| 7° 25′ N, 152° 00′ E  | États fédérés de Micronésie | Îles Chuuk |
| 7° 13′ N, 152° 00′ E  | Océan Pacifique             | |
| 2° 36′ S, 152° 00′ E  | Papouasie-Nouvelle-Guinée   | Îles Tabar |
| 2° 58′ S, 152° 00′ E  | Océan Pacifique             | |
| 3° 14′ S, 152° 00′ E  | Papouasie-Nouvelle-Guinée   | Île de Nouvelle-Irlande |
| 3° 26′ S, 152° 00′ E  | Mer de Bismarck             | |
| 4° 11′ S, 152° 00′ E  | Papouasie-Nouvelle-Guinée   | Île de Nouvelle-Bretagne |
| 4° 59′ S, 152° 00′ E  | Mer des Salomon             | |
| 5° 12′ S, 152° 00′ E  | Papouasie-Nouvelle-Guinée   | Île de Nouvelle-Bretagne |
| 5° 28′ S, 152° 00′ E  | Mer des Salomon             | Passe par les Îles Marshall Bennett, Papouasie-Nouvelle-Guinée (à 9° 20′ S, 152° 00′ E) Passe par les Louisiades, Papouasie-Nouvelle-Guinée (à 10° 45′ S, 152° 00′ E)           |
| 11° 16′ S, 152° 00′ E | Mer de Corail               | Passe par les Îles de la mer de Corail Australie |
| 24° 25′ S, 152° 00′ E | Australie                   | Queensland Nouvelle-Galles-du-Sud — à partir de 28° 32′ S, 152° 00′ E Queensland — à partir de 28° 39′ S, 152° 00′ E Nouvelle-Galles-du-Sud — à partir de 28° 54′ S, 152° 00′ E |
| 32° 48′ S, 152° 00′ E | Océan Pacifique             | |
| 60° 00′ S, 152° 00′ E | Océan Austral               | |
| 68° 29′ S, 152° 00′ E | Antarctique                 | Territoire antarctique australien, partie de l'Antarctique revendiqué par l' Australie                                                                                          |